# Canavirgella
Canavirgella — рід грибів родини Rhytismataceae. Назва вперше опублікована 1996 року.

## Класифікація
До роду Canavirgella відносять 1 вид:
- Canavirgella banfieldii